# Amanda Gorman
Amanda Gorman, född 7 mars 1998 i Los Angeles, är en amerikansk poet och aktivist. Hon blev 2017 den första vinnaren av det då nyinstiftade amerikanska priset  National Youth Poet Laureate.

## Biografi
Gorman växte upp i Los Angeles. Hon beskrev i New York Times uppväxtmiljön som en korsning där "den svarta förortskulturen mötte svart elegans, vit gentrifiering, latinokultur och de amerikanska våtmarkernas kulturyttringar." Hon växte upp med sina syskon uppfostrade av sin ensamstående mor som själv var engelsklärare och uppmuntrade hennes tidiga försök till skrivande. Gorman berättar även att hon efter att i åttonde klass ha läst Toni Morrisons De blåaste ögonen inspirerats av de "fyrdimensionella personporträtten" och dessutom insett att alla de litterära karaktärer hon ditintills kommit i kontakt med varit vita. Efter det bestämde hon sig för att för att satsa fullt ut på skrivandet och komma ihåg att låta marginaliserade människor och grupper få utrymme i hennes arbete. Utöver Toni Morrison har hon uppgivit Lin-Manuel Miranda som en av sina stora inspirationskällor. Gorman har även beskrivit hur talfelet hon drogs med som barn kan ha bidragit till att hon fann sin röst genom skrivandet, och hur hon i tonåren övat uttal med hjälp av låttexterna från Hamilton. Det mantra som Gorman brukar använda för att stärka sig inför sina framträdanden är även det inspirerat av Miranda.
Gorman har studerat sociologi vid Harvard University. Hon blev utvald att recitera i samband med installationen av USA:s 46:e president Joe Biden den 20 januari 2021 där hon framförde dikten Berget vi bestiger (The Hill We Climb). Hon blev därmed den yngsta installationspoeten någonsin. Gorman har berättat för NPR att hon stegvis börjat göra research och komposition för dikten, men att hon först i samband med stormningen av kongressen fått inspiration att färdigställa dikten som skrevs klart samma kväll, den 6 januari. I tidigare intervjuer har Gorman själv uppgivit att hon avser att ställa upp i presidentvalet 2036, när hon uppnått åldersminimum för att kvalificera för ämbetet.
Hennes första diktverk The one for whom food is not enough kom 2015. Gormans nästa diktsamling, titulerad efter dikten The Hill We Climb, släpptes 2021. Hon skall samtidigt debutera som bilderboksförfattare med Change Sings, illustrerad av Loren Long.

## Utmärkelser
- 2014 - Youth Poet Laureate of Los Angeles.[14]
- 2017 - National Youth Poet Laureate.

## References